# È un mistero, Charlie Brown!
È un mistero, Charlie Brown! (It's a Mystery, Charlie Brown) è uno speciale televisivo d'animazione del 1974 diretto da Phil Roman. È l'undicesimo speciale basato sui Peanuts di Charles M. Schulz. 
Il film è stato trasmesso negli Stati Uniti su CBS il 1º febbraio 1974, ed è stato il primo della serie a non essere diretto da Bill Melendez, nonostante abbia comunque svolto il ruolo di produttore, oltre a doppiare i versi di Snoopy e Woodstock come sempre.

## Trama
Il nido di Woodstock scompare misteriosamente e Snoopy entra in modalità detective per trovarlo. Dopo diverse ricerche, Snoopy riesce a trovare il nido nella scuola elementare. Il giorno dopo, Charlie Brown scopre che il nido era stato preso da Sally come progetto per una mostra di scienze scolastica, credendo si trattasse di un nido preistorico, e che ora lo rivuole. La questione viene portata in un tribunale improvvisato da Lucy nel ruolo di giudice. Al termine del processo, Lucy dichiara Woodstock legittimo proprietario del nido. Alla fine Charlie Brown, convince Sally a portare Snoopy alla mostra per ricreare l'esperimento del riflesso condizionato di Ivan Pavlov. Nonostante sia inizialmente scettica, Sally accetta e riceve una A.

## Distribuzione

### Edizione italiana
Il film in Italia, è stato trasmesso dalla Rete 2 Rai il 30 dicembre 1976, inaugurando una nuova tranche di speciali dei Peanuts dopo alcuni anni di assenza dagli schermi italiani. Successivamente è stato trasmesso da Junior TV con un altro doppiaggio, come episodio della serie The Charlie Brown and Snoopy Show. Nel 2023 è stato distribuito da Apple TV+ con un terzo doppiaggio all'interno della serie I classici Peanuts.

### Doppiaggio
| Personaggio    | Doppiatore originale | Doppiatore italiano (1976) | Doppiatore italiano (anni 90) | Doppiatore italiano (2023) |
| -------------- | -------------------- | -------------------------- | ----------------------------- | -------------------------- |
| Charlie Brown  | Todd Barbee          | Fabio Boccanera            | Martino Consoli               | Arturo Sorino              |
| Snoopy         | Bill Melendez        | Bill Melendez              | Bill Melendez                 | Bill Melendez              |
| Woodstock      | Bill Melendez        | Bill Melendez              | Bill Melendez                 | Bill Melendez              |
| Linus Van Pelt | Stephen Shea         | Laura Boccanera            | Renata Bertolas               | Alberto Pilara             |
| Lucy Van Pelt  | Melanie Kohn         | Rosalinda Galli            | Renata Bertolas               | Sara Labidi                |
| Sally Brown    | Lynn Mortensen       | Emanuela Rossi             | Angiolina Gobbi               | Matilde Ferraro            |
| Piperita Patty | Donna Forman         | Annarosa Garatti           | Francesca Vettori             | Ilaria Pellicone           |
| Marcie         | Jimmy Ahrens         | Liliana Sorrentino         |                               | Bianca Demofonti           |
| Pig Pen        | Tom Muller           | Monica Gravina             | Angiolina Gobbi               | Francesco Raffaeli         |

### Edizioni home video
Il film è stato distribuito da Hobby & Work in VHS e DVD con il secondo doppiaggio.